# حراض بني عمير
حراض بني عمير قرية سعودية، تتبع مركز الزيمه في منطقة مكة المكرمة. تقع في شمال شرق مكة المكرمة.